# Уараб (град)
Уараб (на английски: Warrap) е град в провинция Уараб, в Южен Судан. На 15 км южно от Уараб се намира езерото Малейт, което основно се използва за риболов. На около 90 км южно от града се намира Уау, столицата на провинция Западен Бахър ал Газал.
От края на Втората гражданска война в Судан не е правено преброяване на населението на Уараб, поради което липсва каквато и да е информация за броя на живеещите в южносуданския град. Инфраструктурата е напълно разсипана от войната. До 9 юли 2011 градът е бил столица на провинция Уараб. След независимостта административния център на провинцията е преместен в град Куаджок.